# Callinectes sapidus
Callinectes sapidus, широко відомий як синій американський краб або блакитний краб — краб, що мешкає у водах західної частини Атлантичного океану та Мексиканської затоки, й був інтродукований по всьому світу. Виловлюється та розводиться задля їжі.

## Морфологія
Панцир опуклий і широкий, має 8 тупих коротких зубців і один довгий з кожного боку. На гладкому панцирі розсіяні поперечні лінії дрібних випуклостей. Можуть досягати до 22 см завширшки, не рахуючи розмаху клешень. Клешні поздовжньо ребристі; п'ята пара ніг сплющена у формі лопатей. Колір: сіруватий, блакитний або коричнево-зелений. Низ брудно-білий з відтінками жовтого та рожевого. Клішні цих крабів яскраво-блакитні, а дорослі самки також мають червоні кінчики. Варіації кольору пов'язані зі статевим диморфізмом та циклом линяння. Має хороший кольоровий зір і менш розвинений нюх.

## Спосіб життя
Синій краб проживає на мілководді, але мігрує, залежно від температури, віку та статі. Самці надають перевагу пріснішим водам, де річки впадають у море. Вилупившись із яєць, личинки краба пливуть у відкритий океан, а потім, приблизно після 30-50 днів, мігрують назад на мілководдя, де стають дорослими за 6-58 днів. Можуть зариватися в мулисто-піщане дно. Молодняк зустрічається в заростях водоростей. Живе 3-4 роки, статевої зрілості досягає у віці 12-18 місяців. Самці линяють кілька разів протягом свого життя. Самки линяють один раз, безпосередньо перед тим, як будуть готові до спарювання. Самець лишається біля самки, поки її панцир не затвердне, і захищає від інших самців. Самки нерестяться один раз у житті, через 2-9 місяців після спарювання, і відкладають до 8 млн яєць, які носять на черевці до визрівання 14-17 днів. Нерестовий сезон триває з грудня по жовтень. Личинки синього краба потребують солоності води щонайменше 20 проміле. Дорослими стають лише 1-2 краби з виводку.
Всеїдний, споживає молюсків, дрібних ракоподібних, нещодавно померлу рибу, рослинний та тваринний детрит, а також дрібніших крабів, включаючи представників свого виду. Callinectes sapidus — активний плавець завдяки ластоподібній формі останньої пари ніг. За день може долати до 215 м. Як правило, активніший вдень.
Поводиться агресивно, коли йому загрожує небезпека, але тікає в час линьки, поки панцир не затверднув. Може регенерувати втрачені ноги та клешні.

## Поширення

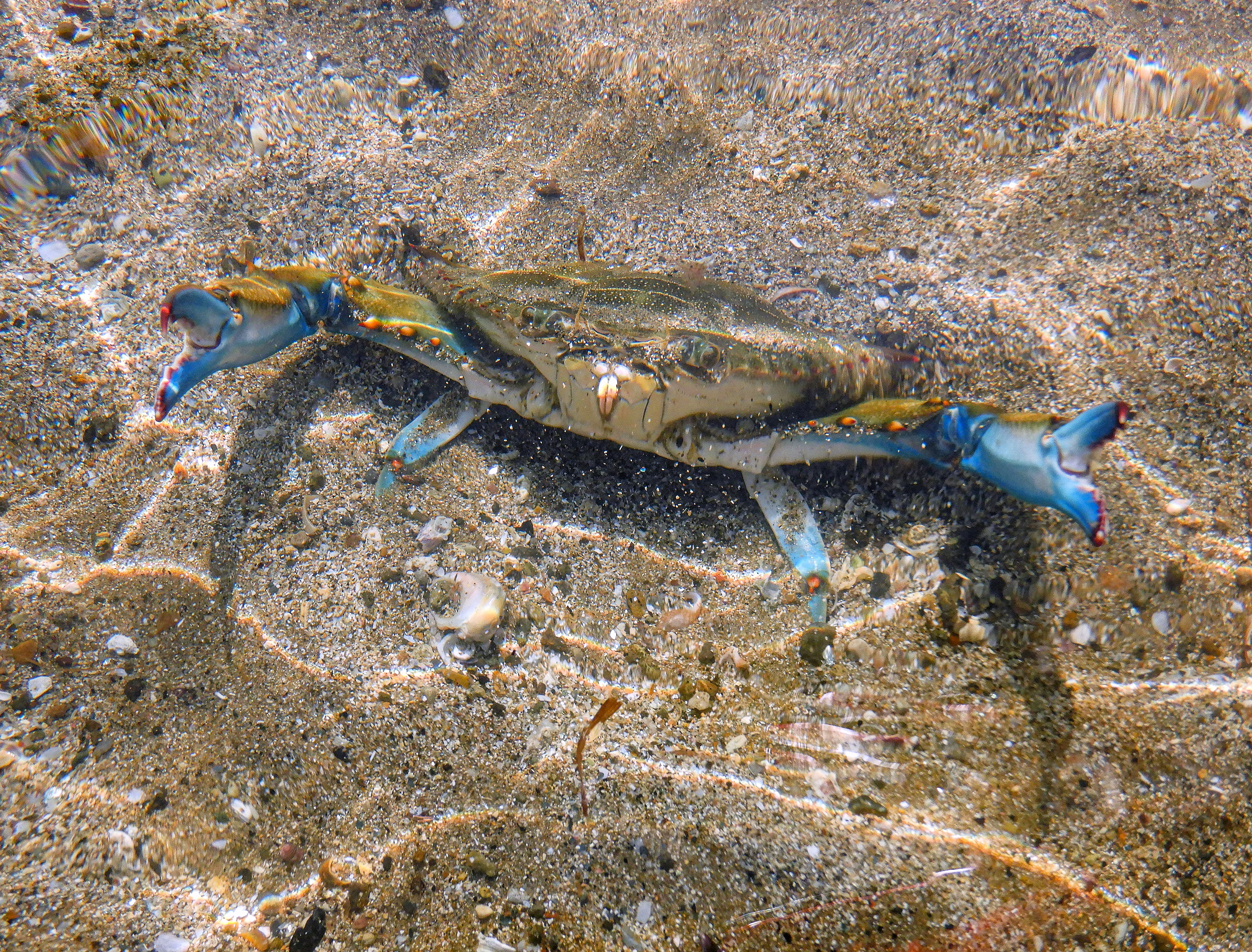
На мілководді

Рідний ареал синього краба простягається вздовж Атлантичного узбережжя Америки від Нової Шотландії до Аргентини. Він був випадково чи навмисно інтродукований як в Азію, так і в Європу, а також на узбережжя Гаваїв. Мешкає на глибинах від лінії відпливу до 36 м. З похолоданням мігрує від берега.
Перші випадки появи цього краба в Україні зафіксовані 2019 року.

## Екологічне значення
Синіх крабів їдять великі риби, деякі рибоїдні птахи (наприклад, великі блакитні чаплі) та морські черепахи.
Callinectes sapidus є носієм багатьох паразитів, але більшість із них не впливають на життя краба.

## Промислове значення

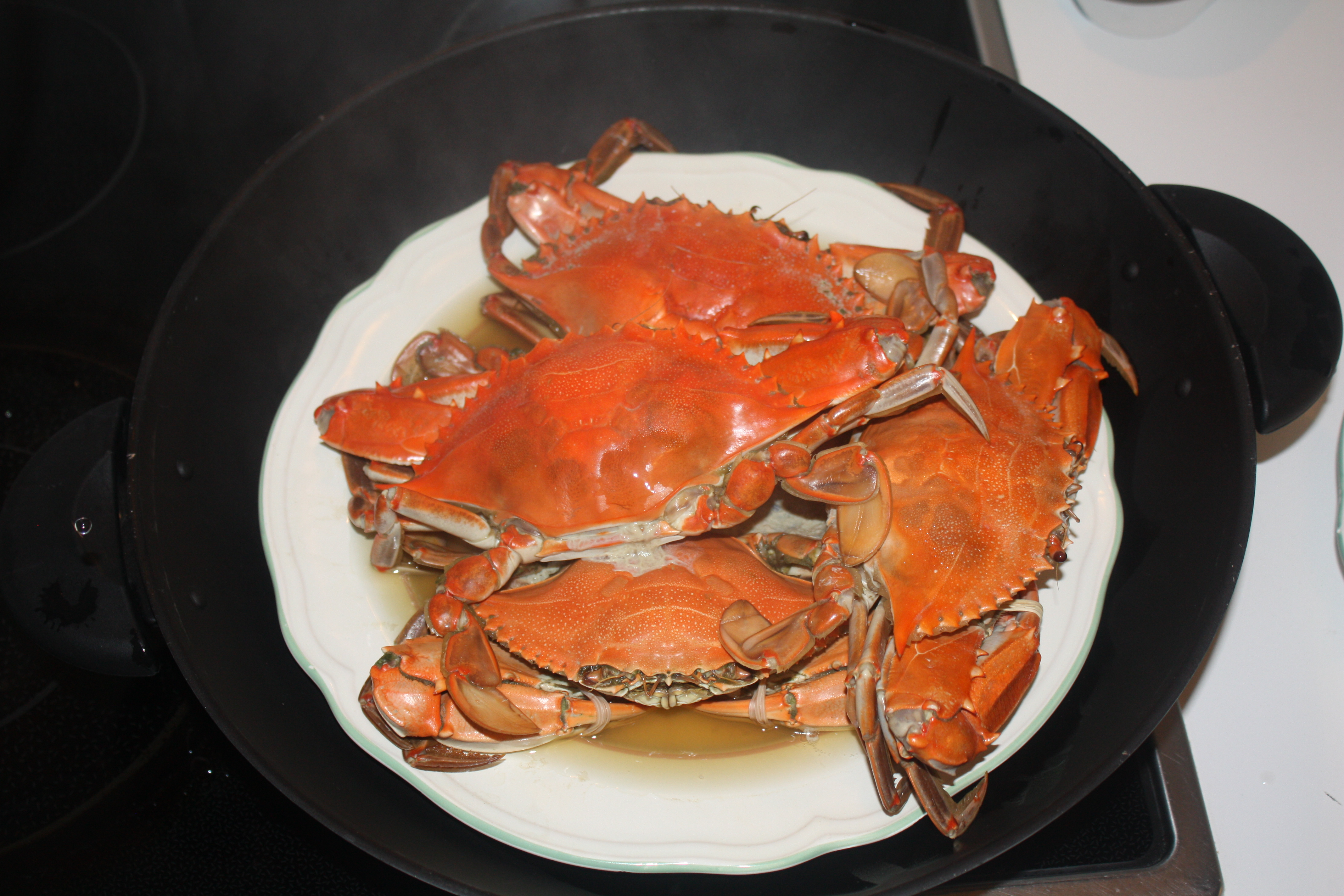
Варені краби

Callinectes sapidus виловлюється і розводиться людьми задля м'яса. Цих крабів ловлять у дротяні пастки прямокутної форми, заманюючи всередину мертвою рибою. У деяких районах крабів також ловлять тралами.
У 1600-х роках англійські поселенці стали виловлювати синього краба у районі Чесапікської затоки. Досягнення в техніці охолодження продуктів наприкінці 1800-х та на початку 1900-х років збільшили попит на синього краба по всіх США. Найбільше синій краб виловлюється на узбережжі Луїзіани і вилов зростає з 1990-х.

## Галерея

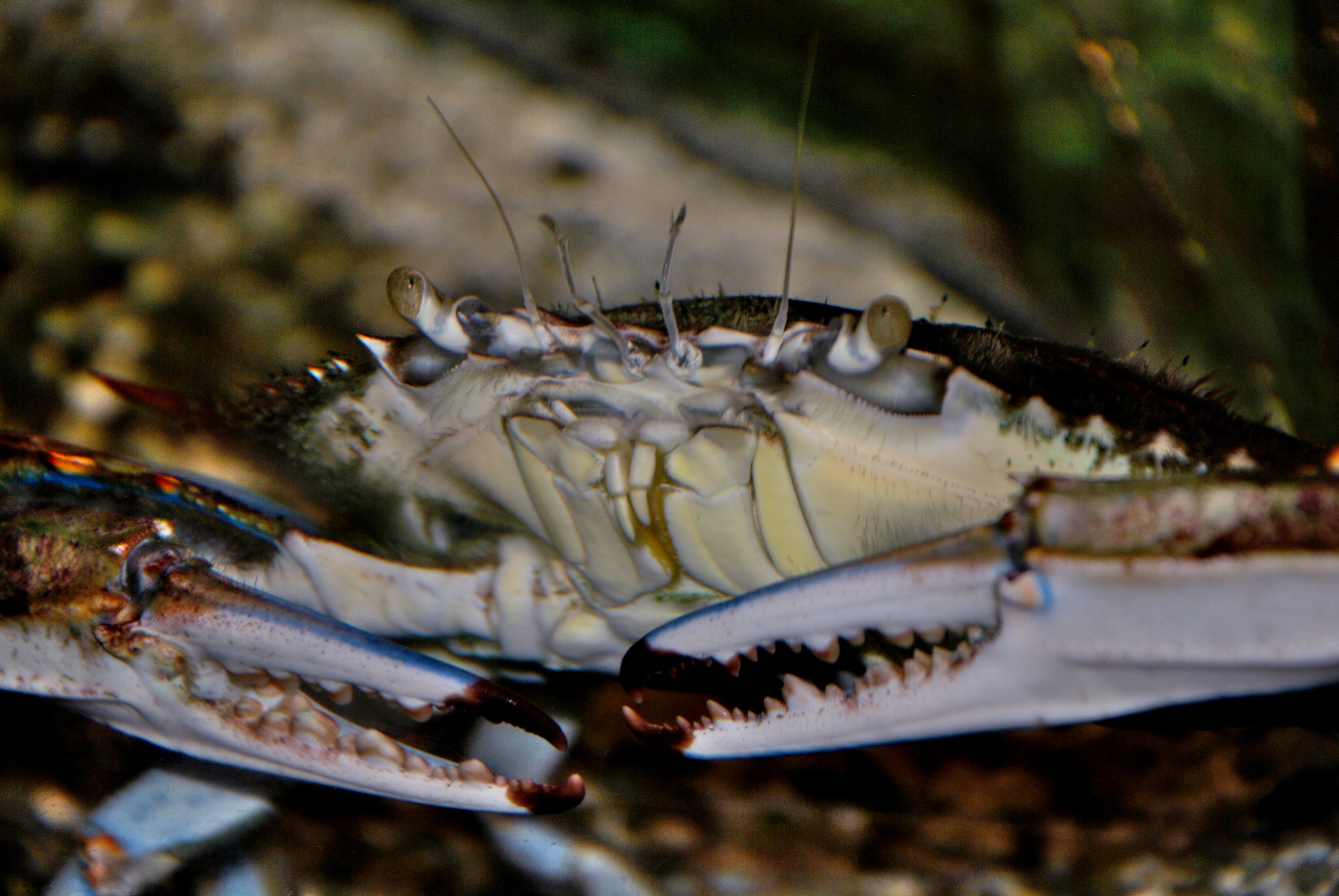
Голова синього краба
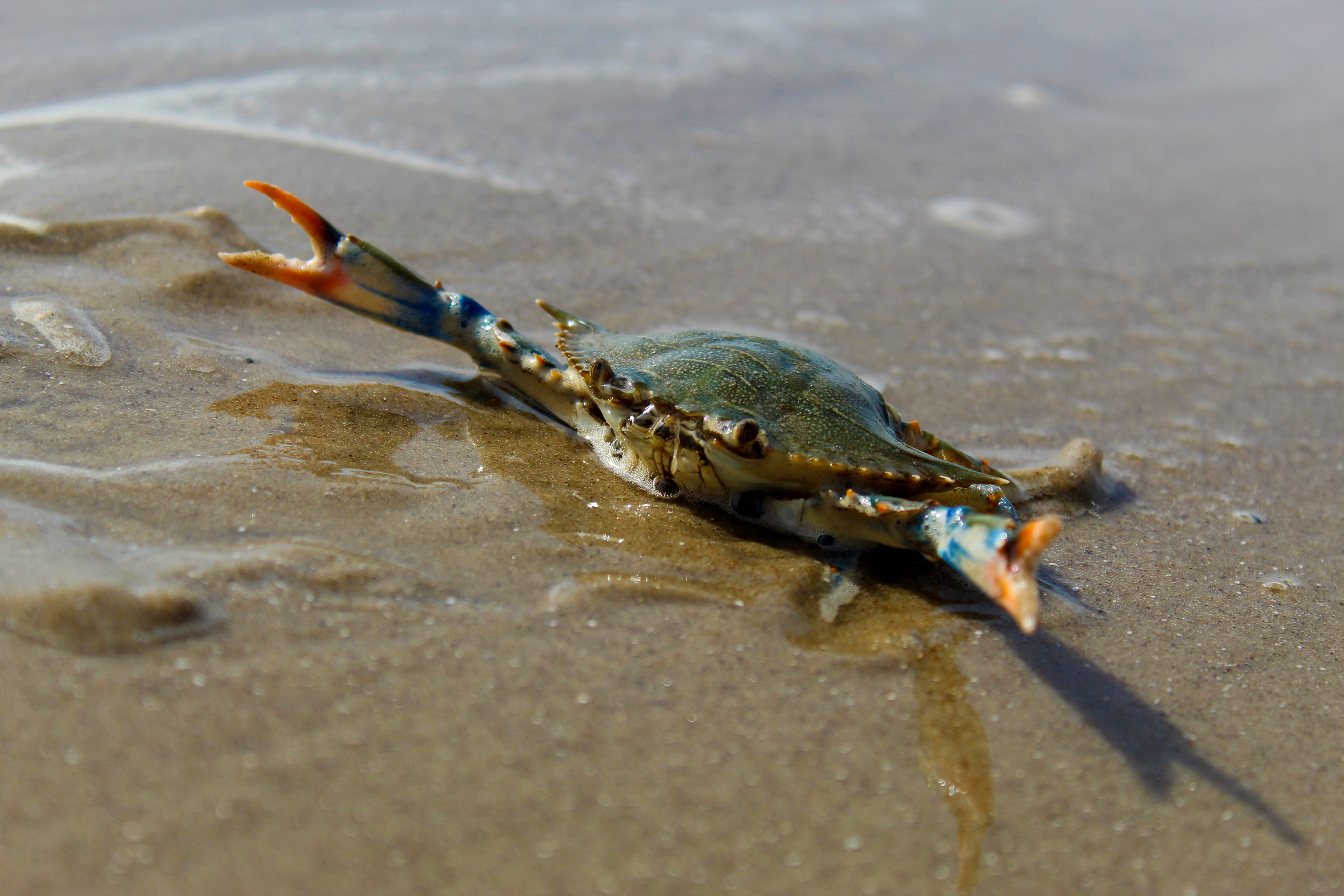
В загрозливій позі
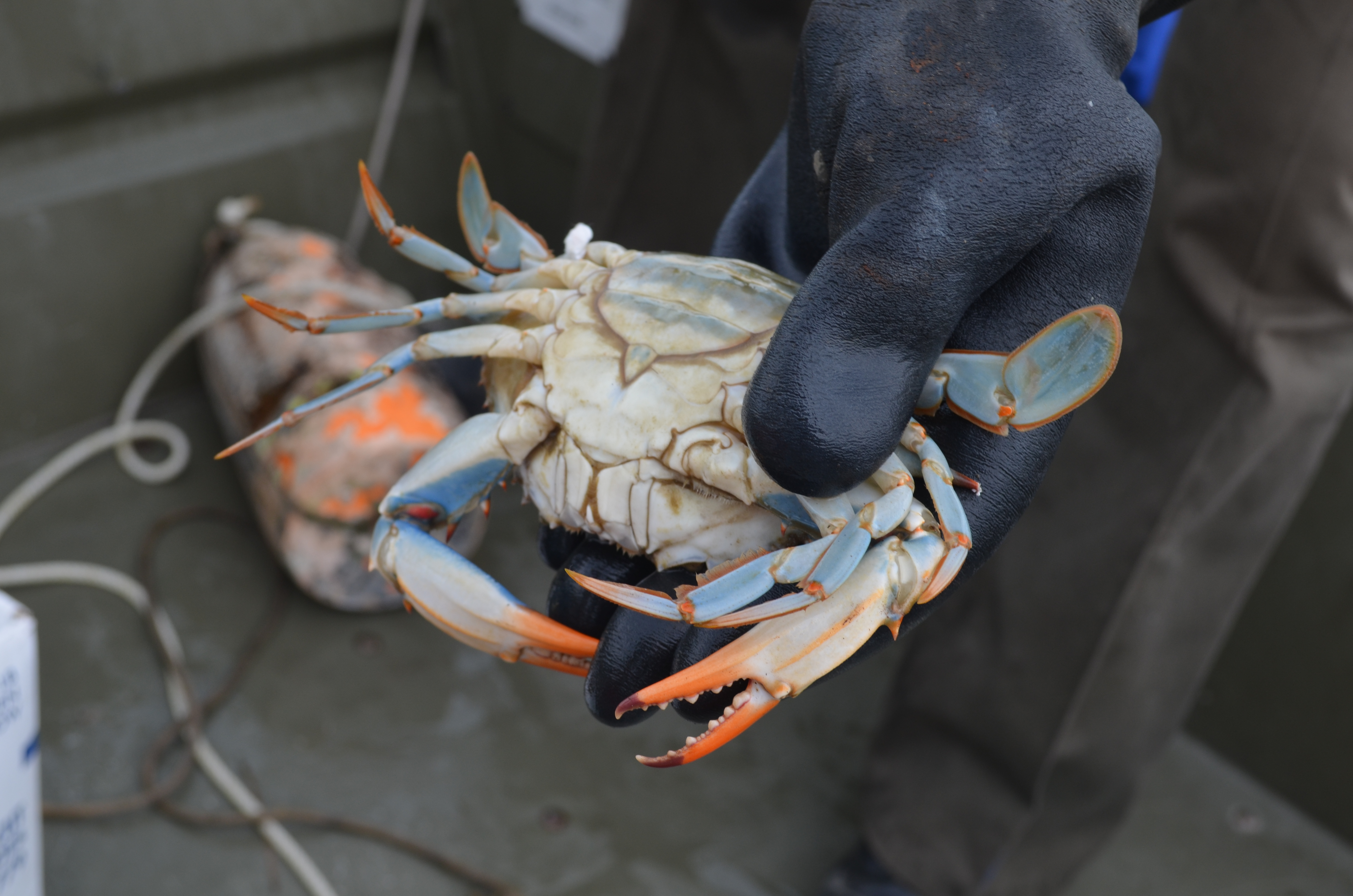
Вигляд знизу
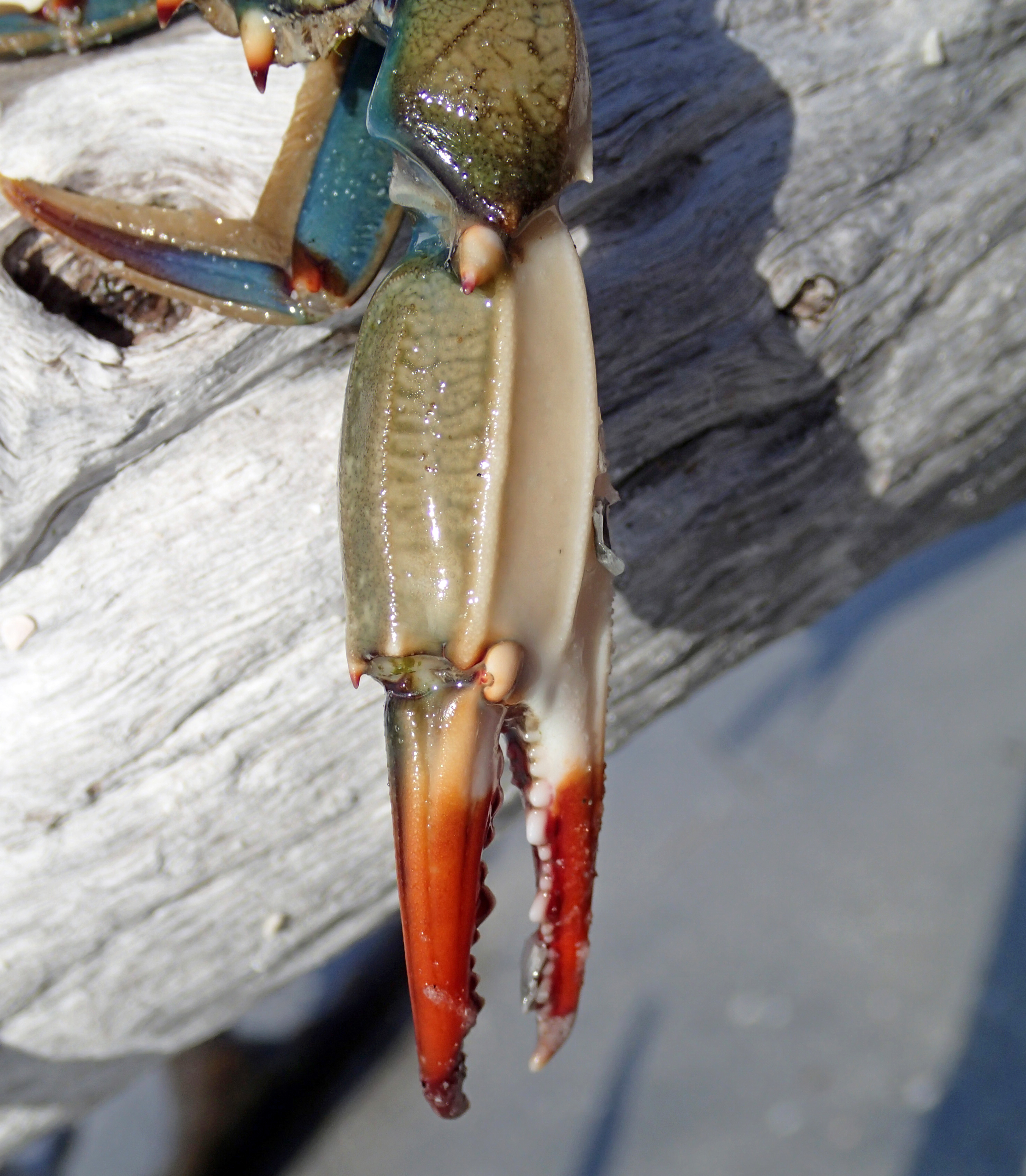
Клешня
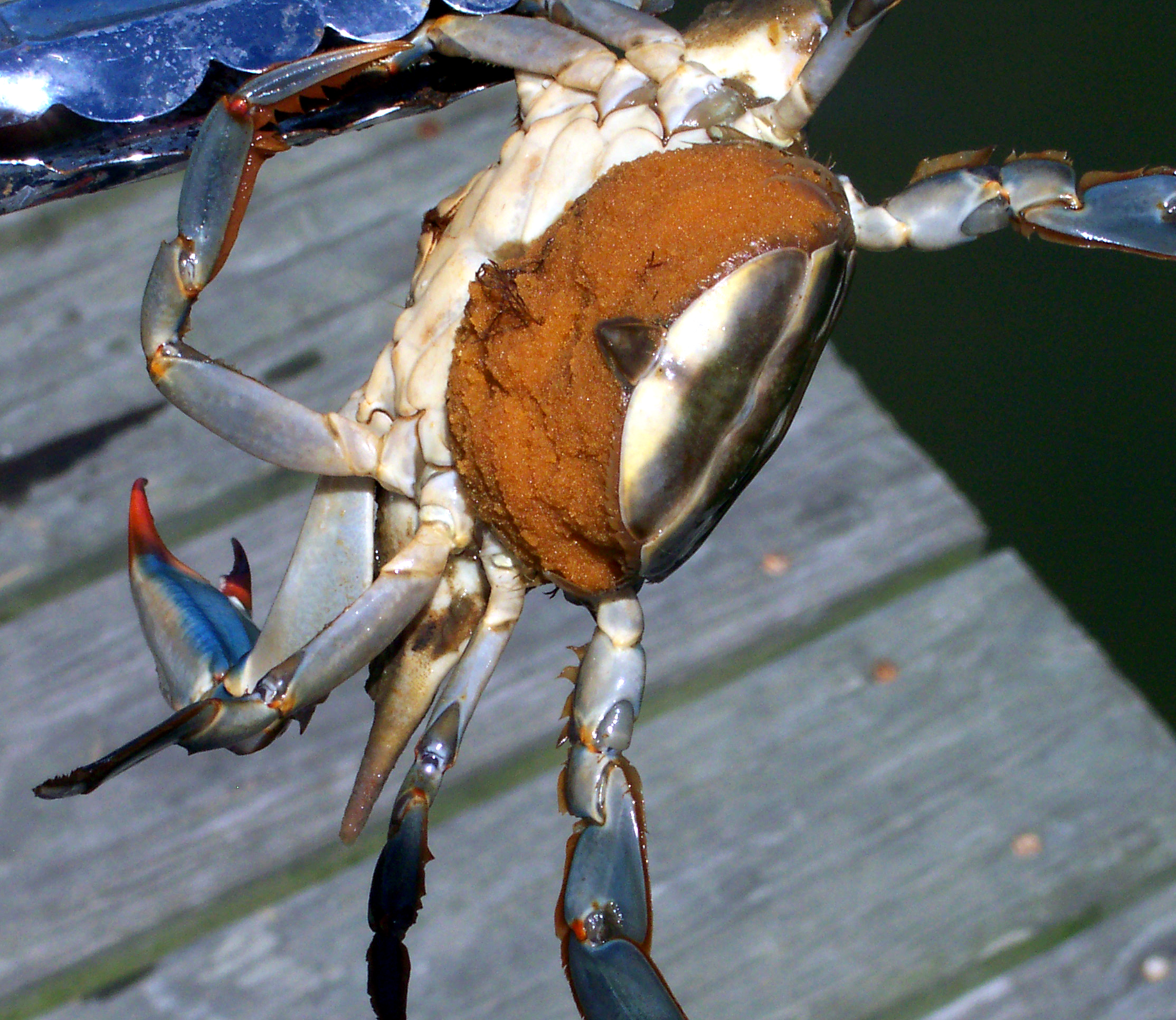
Самка з яйцями
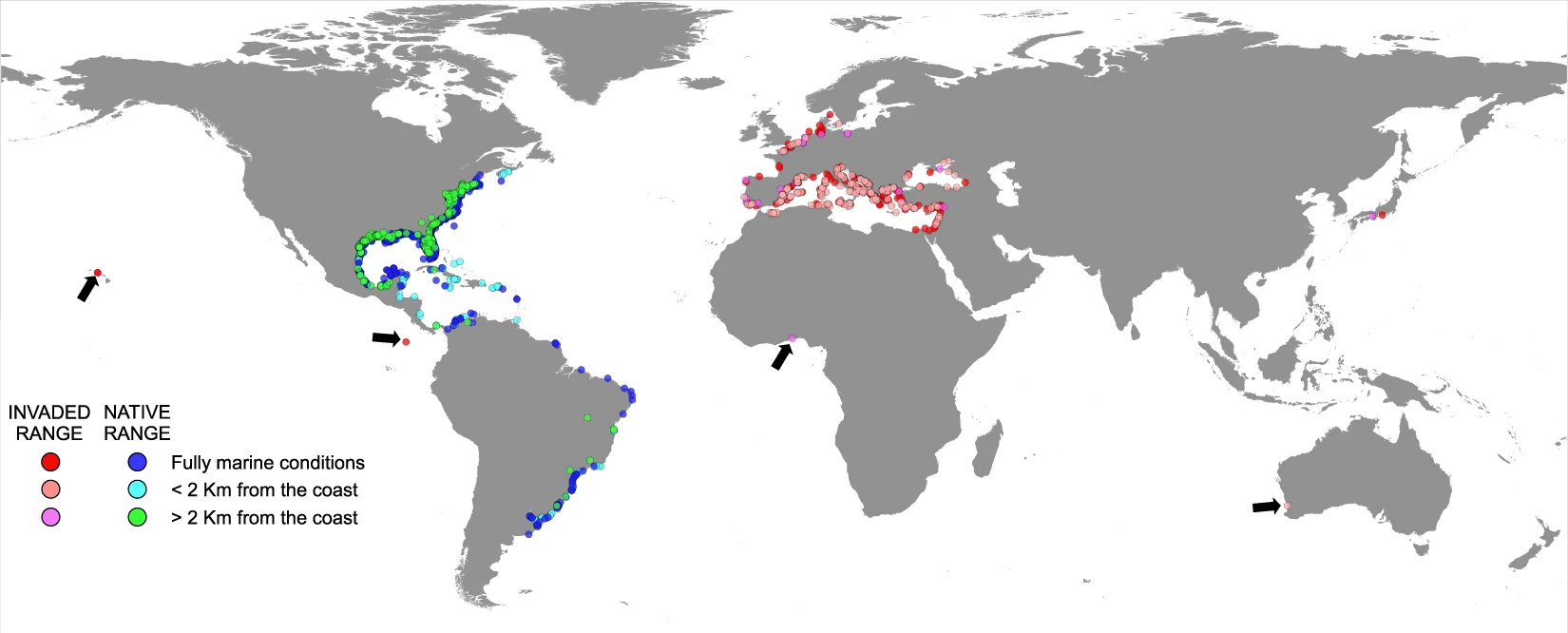
Поширення синього краба
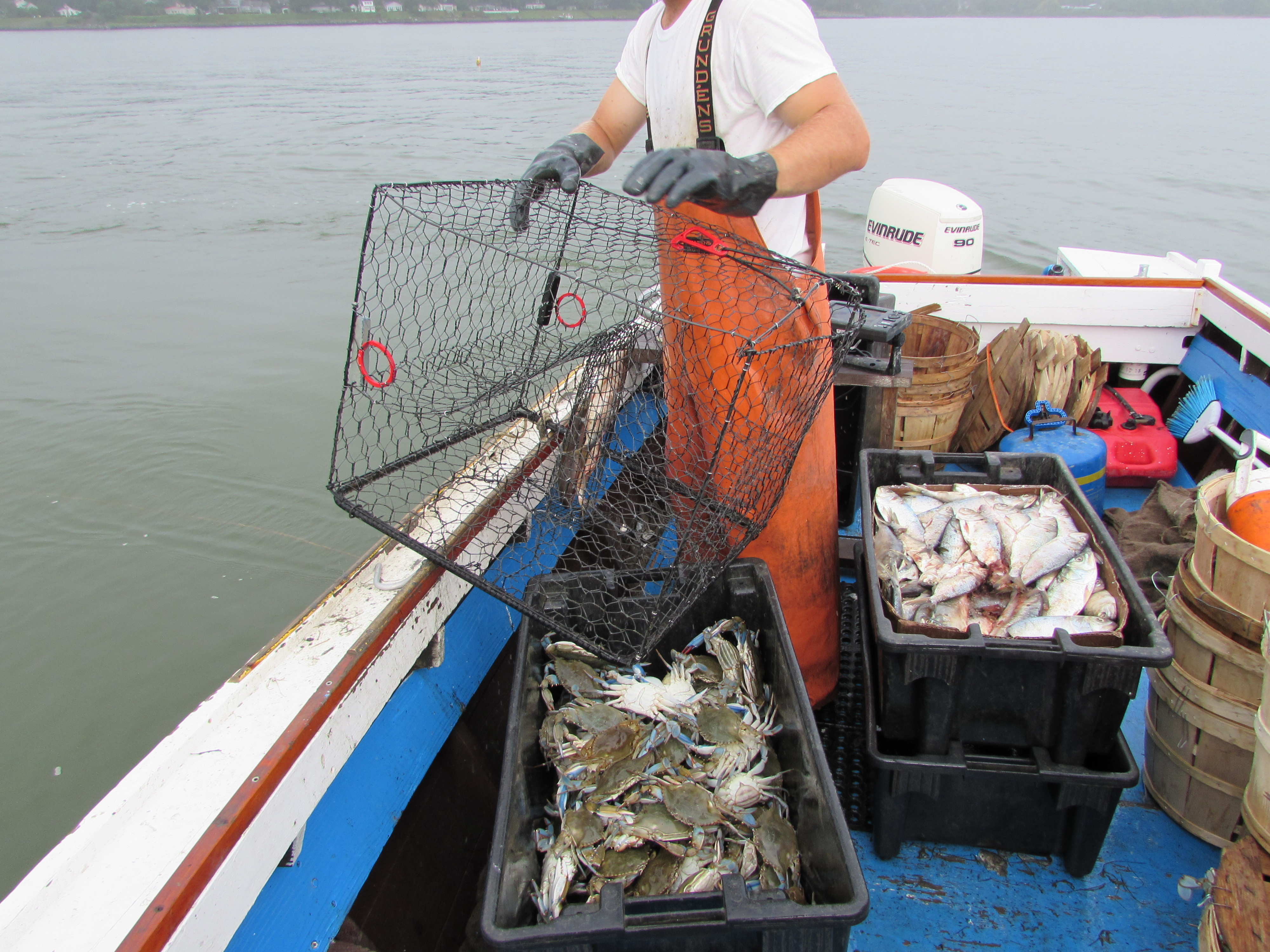
Пастка на крабів